# Майно
Майно — предмети матеріального світу, які перебувають у власності суб'єкта права (фізична особа, юридична особа, держава, територіальна громада, Український народ), у тому числі: окрема річ, сукупність речей, майнові права та обов'язки, гроші і цінні папери, а також майнові права на них.
Майно поділяється на рухоме і нерухоме, а також за іншими ознаками.
Право власності на майно окремих категорій посвідчується правовстановлюючими документами.